# Langdon River (Gilbert River)
Der Langdon River ist ein Fluss im Norden des australischen Bundesstaates Queensland.

## Geographie

### Flusslauf
Der Fluss entspringt an den Nordhängen der Gregory Range. Von dort fließt er nach Norden und mündet rund 55 Kilometer westlich von Georgetown, am Savannah Way (auch Gulf Developmental Road) in den Gilbert River.

### Nebenflüsse mit Mündungshöhen
Der Langdon River hat folgende Nebenflüsse:
- Snake Creek – 251 m
- Dingo Creek – 250 m
- Candlow Creek – 246 m
- Paddys Creek – 240 m
- B Creek – 218 m
- Black Gin Creek – 193 m